# Matt Kindt
Matt Kindt (Saint Louis, 11 aprile 1973) è un fumettista statunitense.
Nel 1995 si è laureato presso la Webster University di Saint Louis. Il successo delle sue opere a fumetti gli ha valso il titolo di New York Times Best-Selling writer e artist. Ha collaborato sia con case editrici indipendenti sia con le Big-Two (Marvel e DC Comics).  Tra le sue opere originali vi sono: Pistolwhip e Superspay (per Top Shelf Publishing), MIND MGMT, Depth. H., la trilogia Ether, Crimson Flower, Fear Case, Bang (per Dark Horse Comics),Black Badge, Grass Kings, Folklords (per Boom!Studios),  Unity, Ninjak, Divinity, Eternity e Rai (per Valiant Entertainment), Suicide Squad, Justice League of America, Revolver e altri per la DC/Vertigo, qualche sporadico lavoro per Marvel tra cui segnalare una miniserie di Spider-Man per l'imprint Marvel Knights. Ha inoltre collaborato con diversi indie-publisher minori tra cui First Second e Bad Idea.
Dal 2014 si è particolarmente dedicato ad opere Creator-owned (fumetti di cui detiene i diritti intellettuali, di pubblicazione ed eventuali utilizzi per progetti cross-mediali e merchandising), tralasciando in gran parte il suo impegno su personaggi creati per e/o di proprietà su commissione di altre case editrici quali Marvel Comics, DC Comics, mantenendo però sempre una stretta collaborazione con la Valiant Comics. I principali canali di distribuzione e pubblicazione in questa fase vedono la preferenza di indie-publisher quali Dark Horse Comics e Boom!Studios.
Sono da sottolineare le sue frequenti collaborazioni con il connazionale e amico autore/artista Jeff Lemire in particolare sulla serie Sweet Tooth e su opere relative al Black Hammer Universe.
Oltre che negli USA le sue opere sono pubblicate in lingua Italiana, Francese, Spagnolo, Tedesco e Coreano.
Tra il 2020 e il 2021, insieme all'attore Keanu Reeves e al disegnatore Ron Garney, crea la serie a fumetti BRZRKR con protagonista un guerriero immortale mezzo-uomo e mezzo-Dio. Il primo albo, annunciato a marzo riceve un ordine di oltre 615 mila copie (prima tiratura), rendendolo l'albo originale e facente parte degli editori indipendenti (ovvero non Marvel e/o DC) ad aver venduto più copie in quasi trent'anni.
Nel 2022 fonda l'imprint Flux House in collaborazione con Dark Horse Comics. L'obbiettivo è quello di pubblicare fumetti indipendenti sia suoi sia di altri autori e il cui genere sia il crime, la fantascienza e l'umoristico, raccontati in maniera non tradizionale.

## Carriera

### Proponimenti e difficoltà degli esordi
Matt ha sempre desiderato lavorare nel campo dei comic sin da quando era ragazzino è già durante il periodo del Liceo (High School) si dilettava a realizzare dei mini fumetti dai contenuti comici e satirici. Affronta poi un periodo dove la sua passione si affievolisce anche perché non si trova particolarmente invogliato dai fumetti mainstream statunitensi di genere 
prevalentemente super eroistico dominato dai personaggi Marvel e DC. Nel corso della sua carriera non sarà mai particolarmente interessato agli iconici eori delle Big Two, trovandosi invece più a suo agio con super eroi del mercato indipendente o da lui stesso creati. Anche se la parte rilevante delle sue opere tende a vertere maggiormente su fumetti di genere vario da lui creati e su cui può far valere una notevole libertà creativa. Un rinnovato interesse nei fumetti ritorna a fine anni ottanta con il fiorire di fumetti indipendenti. Cita espressamente la serie Eightball pubblicata dalla Fantagraphics Books come punto di riferimento e ispirazione in quanto vi trova materiale alquanto differente dalle pubblicazioni mainstream e indirizzato espressamente ad un pubblico più maturo che non quello adolescenziale. Matt comprende che il mercato si sta ampliando e il successo di case editrici indipendenti (quali la Dark Horse Comics, la Valiant Comics e l'arrivo della Image Comics) apre l'opportunità per dare spazio ad idee alternative. Anche l'aspetto super eroistico viene rivalutato soprattutto dopo aver osservato la gestione del nuovo Universo Valiant creato da Jim Shooter, Barry Windsor-Smith, Bob Layton (e altri). La passione per i fumetti dei primi anni della Valiant Comics lo porteranno in futuro ad una stretta collaborazione con la casa editrice fondata dall'ex-redattore capo della Marvel Comics. Ormai prende forma la ferrea decisione di essere un fumettista anche se passa oltre un decennio prima del suo esordio e inizialmente, una volta conclusa l'università si dedica all'attività di graphic designer.  Dal suo esordio (nel 2001), il suo proponimento è di arrivare un giorno a poter vivere solo grazie agli introiti derivati dalla creazione e pubblicazione delle sue opere. Nonostante il successo iniziale ottenuto dalla critica (per Pistolwhip) il suo impegno a tempo pieno come fumettista (dal 2003) non gli garantisce sicurezza economica. Una fase che riesce parzialmente a raggiungere solo nel 2008, in particolare con la serie MIND MGMT per la Dark Horse. Da questo momento in poi le sue opere e gli ingaggi ottenuti da case editrici come Marvel, DC e Valiant, gli garantiscono la possibilità di dedicarsi full-time alla sua passione anche se i momenti di difficoltà permangono fino al secondo decennio del XXI secolo.

### Debutto (2001-2002)
Nel 2001 Kindt ha pubblicato il suo primo lavoro intitolato Pistolwhip che, sebbene non molto noto al grande pubblico, ha ottenuto un buon successo di critica ed è stato inserito da Time Magazine nella top 10 dei romanzi grafici del 2001. L'opera viene pubblicata dalla Top Shelf Productions e lo vede sia autore dei testi che dei disegni. In contemporanea a questa esce anche una graphic novel dal titolo Mephisto and The Empty Box di cui si occupa dei soli disegni in collaborazione con Jason Hall (autore anche dei testi). Quest'ultimo ha collaborato con Matt anche su Pistolwhip e sul sequel Pistolwhip and The Yellow Menace. Nel 2002, sempre insieme a Jason Realizza una breve storia a fumetti per la rivista antologica Dark Horse Mavericks: Happy Endings. Kindt desidera essere un fumettista completo ed è uno dei pochi esponenti del settore che arriva a scrivere, disegnare, colorare e fare lettering di alcune sue opere. Afferma che questo è l'unico modo per arrivare ad avere un pieno controllo di ciò che sta creando e ti permette inoltre di rivedere e migliorare le idee iniziali. Infatti ogni volta che passi allo step successivo hai modo di ripensare, rivedere e modificare quello che era stato il concept iniziale. Col procedere della carriera Matt tende però a specializzarsi nel ruolo di scrittore, aspetto che gli è più congeniale, non rinunciando però a realizzare sporadicamente fumetti, anche come serie regolari, che lo vedono nel ruolo di scrittore e disegnatore. La scelta del ruolo unico di scrittore gli permette però di dedicarsi a più lavori contemporaneamente riuscendo a completare almeno 4 o 5 sceneggiature al mese nei periodi di piena attività.

### Periodo di transizione (2002-2009)
Negli otto anni successivi al suo debutto Matt non riesce ad ottenere nessun ingaggio stabile (e quindi remunerativo) presso le due principali case editrici Marvel-DC. Le sue opere creator-owned non gli garantiscono stabilità economica ed ottiene solo ingaggi sporadici dalle case editrici indipendenti. Tra queste abbiamo la storia breve realizzata per il n.4 di Michael Chabon Presents (ottobre 2004 per Dark Horse), un'altra storia breve per Postcards:True Stories that Never Happened (2007 per Random House), una storia breve per l'albo celebrativo The Tick's 20th Anniversary Special Edition (2007 per New England Comics) e diverse altre. Da notare che nel 2004 esce 2 Sisters: a superspy graphic novel che rappresenta la prima opera originale realizzata da Matt Kindt come autore completo (ne realizza testi e disegni senza contributo di altri autori). La storia qui iniziata prosegue in una serie messa online settimanalmente tra il febbraio 2006 e il febbraio 2007 (raccolta nello stesso anno in formato trade paperback). A concludere questa trilogia di spionaggio viene pubblicata nel 2010 la graphic novel Super Spy: The Lost Dossiers. Tutte le opere della serie Super spy sono edite da Top Shelf Productions. Nel 2008 Matt ha la possibilità di mettersi in luce grazie ad una collaborazione con Alan Moore nell'opera Lost Girls che gli vale un Harvey Award. Le sue capacità vengono anche individuate da Karen Berger, direttrice editoriale dell'etichetta Vertigo della DC Comics, per la quale Matt pubblica la sua prossima opera originale.

### Affermazione e successo (2010-2014)
Nel 2010 esce per l'etichetta Vertigo della DC Comics la graphic novel Revolver, scritta e disegnata da Matt Kindt e pubblicata in edizione cartonata. Grazie a quest'opera inizia la collaborazione con la DC e tra il 2011 e il 2012 ha modo di disegnare alcuni numeri della serie regolare Sweet Tooth dell'amico e collega Jeff Lemire, sempre per l'etichetta Vertigo. Nel 2011 ha modo di cimentarsi sui personaggi supereroistici DC con la storia breve City of Light & Magic, inserita nell'albo antologico JSA 80-Page Giant 2011. Si tratta della sua prima storia ambientata nell'Universo DC e ha come protagonisti Dottor Fate e Starheart. Nel 2012 dopo un paio di numeri di Men at War, la DC gli affida l'incarico di scrittore della serie regolare Frankestein, Agent of S.H.A.D.E. a partire dal n.10 (agosto 2012). La serie rientra nel progetto di rilancio dell'universo DC avvenuto a partire dal 2011 e denominato The New 52. Ai disegni viene assegnato l'italiano Alberto Ponticelli, ma la serie non ha fortuna e chiude con il n.16 (marzo 2013). Nel frattempo Matt non ha smesso di dedicarsi alla creazione di opere originali e nel maggio del 2012 esce la serie regolare MIND MGMT che gli darà riconoscimenti di critica e pubblico mai avuto prima. Si tratta di una serie a fumetti nel classico formato dei comic-book americani pubblicata dalla Dark Horse Comics e scritta, disegnata e creata in piena autonomia dallo stesso autore. Nell'arco di appena un anno diviene una delle serie regolari Dark Horse di maggior successo degli ultimi anni. La credibilità acquisita lo porta anche all'attenzione della Marvel Comics che gli commissiona un tie-in a Age of Ultron (primo lavoro per la Marvel) e due miniserie legate agli eventi narrati in Infinity e Inhumanity (le due saghe cardinali per l'Universo Marvel nel 2013 e 2014). Si tratta di Infinity: The Hunt (miniseri di 4 numeri) e Inhumanity: The Awakening (miniserie di 2 numeri). Viene poi scelto da Joe Quesada per il rilancio dell'etichetta Marvel Knights per la quale realizza una miniserie sull'Uomo Ragno. L'obbiettivo del rilancio dell'imprint Marvel Knights è quello di dare spazio ai talenti emergenti del mondo dei comics, soprattutto quelli provenienti dagli indie comics. Difatti Matt viene scelto insieme a Brahm Revel (che realizza una miniserie sugli X-Men) e Joe Keatinge (su Hulk). A questi viene data libertà creativa potendo realizzare storie al di fuori della continuity Marvel. Matt viene anche coinvolto dalla Valiant Entertainment che gli affida due serie regolari all'interno del rilancio del Valiant Universe avvenuto nel 2012, con l'ambizioso proposito di ripetere i successi editoriali dei personaggi Valiant nei primi anni novanta.

### Lavori su commissione (2014-2018)
Tra il 2013 e il 2018 Matt focalizza il suo lavoro sulla Valiant riuscendo con successo a rivitalizzare super eroi storici quali Ninjak ma soprattutto creando nuovi personaggi quali Divinity ed Eternity capaci di ottenere il plauso di critica e lettori. Le loro storie divengono fondamentali per la continuity del nuovo universo Valiant. Divinity diventa il principale motore degli eventi che portano alla formazione del team di super eroi Valiant dal nome Unity. La serie regolare viene affidata a Matt Kindt il quale con queste opere dimostra la sua capace di world-builder e si afferma definitivamente come top-writer, ricercato e richiesto dalle case editrici, comprese le Big Two (Marvel e DC). Per la DC arriva a scrivere una manciata di numeri per la Justice League e per la Marvel Comics gli viene affidata una miniserie dell'iconico Spider-Man. Ma dopo la fine della sua collaborazione con Valiant, l'autore cerca libertà creativa e la possibilità di creare opere creator-owned per editori indipendenti.

### Scelta del mercato indipendente (dal 2018)
(Mike Richardson, presidente della Dark Horse Comics)
A partire dal biennio 2017-2018 Matt si vuole concentrare unicamente su opere creator-owned e pubblicate da case editrici indipendenti che non interferiscano con la sua creatività e le sue idee. La scelta cade principalmente per i Boom!Studios e la Dark Horse Comics. La direzione data alla sua carriera si rivela vincente e ciò che lo stigmatizza avviene con il primo albo della serie BRZKR realizzata ai testi insieme alla star hollywoodiana Keanu Reeves, nome di sicuro richiamo. L'opera viene pubblicata dai Boom!Studios e il n.1 arriva a vendere 615 mila copie, un successo di un albo indipendente che non si vedeva nel mercato da quasi trent'anni. Il clamore suscitato e il plauso dei lettori portano Matt a diventare definitivamente riconosciuto come fumettista top-seller. Ora Matt gode della fiducia dei publisher e grazie a questo arriva a trovare un accordo con il presidente della Dark Horse Mike Richardson per la creazione di un imprint gestito dallo stesso autore e dal nome Flux House, le cui opere sono distribuite dalla casa editrice di Milwaukee. Tramite la nuova etichetta sono distribuite le opere di Matt Kindt e di altri autori. L'obbiettivo è quello di proporre fumetti che raccontino storie al di fuori dei canoni tradizionali e propongano idee innovative. I generi su cui ruotano i fumetti Flux House sono principalmente quello crime, la fantascienza e l'umoristico ma lo stesso fondatore ribadisce che l'etichetta è pronta a sostenere progetti alternativi, diversi tipi di formati e anche a provare nuovi tipi di stampa e impaginazione. D'altra parte è presente come indicazione nel nome stesso dell'imprint ovvero Flux che stigmatizza il continuo flusso e cambiamento delle opere pubblicate. Inoltre l'ispirazione per questo titolo viene ispirato da un movimento d'arte avanguardista degli anni cinquanta. Si tratta di Fluxus nel cui manifesto è sottolineata la predisposizione alla sperimentazione e al Surrealismo e Dadaismo come principale fonte d'ispirazione. Il debutto dell'imprint avviene a luglio del 2023 con una miniserie spin-off di MIND MGMD. L'opera vede ai testi Matt Kindt e ai disegni un artista differente per ognuno dei 4 albi che la compongono, il titolo è MIND MGMD: Bootleg.

## Pubblicazioni

### Top Shelf Productions
- Pistolwhip, con Jason Hall per testi e disegni, graphic novel, (2001)
- Mephisto and the Empty Box, ai disegni con Jason Hall con testi di J.Hall, albo unico, (2001)
- Pistolwhip and the Yellow Menace, disegni con testi di J.Hall, graphic novel, (2002)
- 2 Sisters: a Super Spy Graphic Novel, testi e disegni, graphic novel, (settembre 2004)
- Super Spy, testi e disegni, trade paperback, (agosto 2008)
- Super Spy: The Lost Dossiers, testi e disegni, graphic novel, (marzo 2010)

### Dark Horse
- Happy Endings, AA.VV., raccolta di storie brevi di diversi autori e artisti, Matt Kindt realizza i disegni della storia January su testi Jason Hall, imprint: Maverick, settembre 2002.
- 3 Story: The Secret History of Giant Man, Matt Kindt (testi e disegni), albo unico, settembre 2009.
- My Space Dark Horse presents n.4-6, AA.VV., raccolta di storie brevi. Matt kindt è autore di testi e disegni di The Secret Files of Giant Man in Paris (nel n.4), The Secret Files of Giant Man in Egypt (nel n.5), Giant Man in the Philippines (nel n.6), serie antologica (conclusa), dicembre 2009 (n.4) - luglio 2010 (n.5) - gennaio 2011 (n.6).
- MIND MGMT nn.1-35, Matt Kindt (testi e disegni), serie regolare (conclusa), 23 maggio 2012 - 22 luglio 2015. / Edizione Italiana: MIND MGMT, serie regolare mensile, Panini Comics /
- Star Wars: Rebel Heist, testi e variant covers con disegni di Marco Castiello e Dan Parsons, miniserie di 4 numeri, (30 aprile 2014 - 30 luglio 2014)
- PastAways nn.1-9, Matt Kindt (testi e variant covers) - Scott Kolins (disegni), serie regolare (conclusa), 25 marzo 2015 - 30 marzo 2016.[19].
- Dept. H nn.1-24, Matt Kindt (testi e disegni), serie regolare (conclusa), aprile 2016 - marzo 2018.
- Ether nn.1-6, Matt Kindt (testi) - David Rubin (dusegni), limited-series di 5 albi (conclusa), novembre 2016 - marzo 2017.
- Ether: The Copper Golems nn.1-5, Matt Kindt (testi) e David Rubin (disegni), limited-series di 5 albi (conclusa), sequel della miniserie Ether, maggio-settembre 2018.
- Ether: The Disappearance of Violent Bell nn.1-5, Matt Kindt (testi) e David Rubin (disegni), limited-series di 5 albi (conclusa), settembre 2019 - gennaio 2020.
- Bang! nn.1-5, Matt Kindt (testi) - Willfredo Torres (disegni), limited-series di 5 albi (conclusa), febbraio-novembre 2020.
- Crimson Flower nn.1-4, Matt Kindt (testi) e Matthew Lesniweski (disegni), limited-series di 4 albi (conclusa), gennaio-aprile 2021.
- Apache Delivery Service nn.1-4, Matt Kindt (testi) e Tyler e Hilary Jenkis (disegni), limited-series di 4 albi (conclusa), gennaio-aprile 2022.
- Mind MGMT: Bootleg nn.1-4, Matt Kindt (testi) - Farel Dalrymple, Matt Lesniewsky, David Rubin, Jill Thompson (disegni), limited-series di 4 albi (conclusa), prima pubblicazione per l'imprint Flux House, 6 luglio - 5 ottobre 2022.
- Hairball dal n.1, Matt Kindt (testi) e Tyler Jenkins (disegni), limited-series di 4 albi, Imprint: Flux House,  5 aprile 2023 -in corso.

### DC Comics/Vertigo
- Revolver, testi e disegni, graphic novel (2010) / Edizione Italiana: Bao Publishing, Milano, 2012, ISBN 978-88-6543-040-8
- Sweet Tooth (2011-2012)
- JSA 80-Page Giant 2011: City of Light & Magic, testi con disegni di Victor Ibanez, storia breve, (2011)
- My Greatest Adventure nn.1-6, Matt Kindt (testi) - Aaron Lopresti - Kevin Maguire (testi) - A.Lopresti - K.Maguire - Scott Kolins, linited-series di 6 albi (antologica), dicembre 2011 - maggio 2012.
- Men of War (2012)
- Frankenstein, Agent of S.H.A.D.E. nn.10-16 (albo finale), testi con disegni di Alberto Ponticelli, serie regolare, (agosto 2012 - marzo 2013)
- Justice League of America nn.2-5 , testi con disegni di AA.VV., back-up story a supporto della principale di Geoff Johns, (maggio -agosto 2013)
- Adventures of Superman (Vol.2) n.3, testi con disegni di Stephen Segovia, storia uscita originariamente in formato digitale in tre parte e poi pubblicata sulla serie regolare, (settembre 2013) / Edizione Italiana: Nuove Avventure di Superman n.3, RW Edizioni-Lion Comics, Novara, marzo 2014.
- Justice League of America n.7.1, testi con disegni di AA.VV., albo spin-off con protagonista Deadshot, (novembre 2013)
- Justice League of America nn.8-13 (albo finale), testi con disegni di AA.VV., serie regolare, (dicembre 2013 - maggio 2014)

### St.Martin's Press
- Red Handed: The Fine Art of Strange Crimes, Matt Kindt (testi e disegni), graphic novel, 8 maggio 2013.

### Marvel Comics
- Strange Tales n.2, AA.VV., raccolta di storie brevi. Matt Kindt è autore di testi e disegni della storia di 3 pagine The Black Widow, serie antologica, dicembre 2009.
- Wolverine & The X-Men n.27 AU, testi con matite di Paco Medina, albo tie-in a Age of Ultron, (giugno 2013)
- Infinity: The Hunt, testi con disegni di AA.VV., miniserie di 4 numeri, (novembre 2013 - gennaio 2014)
- Marvel Knights: Spider-Man, testi con disegni di Marco Rudy, miniserie di 5 numeri per l'etichetta Marvel Knights, (dicembre 2013 - aprile 2014)
- Inhumanity: The Awakening, testi con disegni di Paul Davidson, miniserie di 2 numeri, (febbraio-marzo 2014)

### Valiant Entertainment
- Bloodshot n.0, testi con disegni di Chrisscross, albo speciale con le origini del personaggio Bloodshot, agosto 2013.
- Unity nn.1-25, Matt Kindt & AA.VV. (testi) - AA.VV. (disegni), serie regolare (conclusa), 13 novembre 2013 - 9 dicembre 2015.
- Rai nn.1-16, Matt Kindt (testi) - Clayton Crain e CAFU (disegni), serie regolare (conclusa), aprile 2014 -agosto 2016.
- Unity n.0, Matt Kindt (testi) - Cary Nord (disegni), albo prequel della serie regolare omonima, 15 ottobre 2014.
- The Valiant, coautore dei testi con Jeff Lemire, disegni di Paolo Rivera, miniserie di 4 numeri, (dicembre 2014 - 18 marzo 2015)[20].
- Divinity nn.1-4, Matt Kindt (testi) - Trevor Hairsine e Ryan Winn (disegni), miniserie di 4 numeri (conclusa), 11 febbraio - 27 maggio 2015.
- Ninjak, testi con disegni di Clay Mann e Butch Guice, serie regolare, (11 marzo 2015-in corso)[20]
- Divinity II nn.1-4, Matt Kindt (testi) - Trevor Hairsine e Ryan Winn (disegni), miniserie (conclusa), sequel di Divinity, aprile-luglio 2016.
- 4001 A.D. nn.1-4, Matt Kindt (testi) - Clayton Crain (disegni), limited-series di 4 albi (conclusa), spin-off della serie Rai, maggio-agosto 2016
- Divinity III: Stalinverse nn.1-4, Matt Kindt (testi) - Trevor Hairsine e Ryan Wynn (disegni), miniserie (conclusa), sequel di Divinty II, dicembre 2016 - marzo 2017.
- Eternity nn.1-4, Matt Kindt (testi) - Trevor Hairsine e Ryan Winn (disegni), miniserie (conclusa), sequel della trilogia Divinity, ottobre 2017 - gennaio 2018.

### Boom!Studios
- Grass Kings nn.1-15, Matt Kindt (testi) e Tyler Jenkis (disegni), serie regolare (conclusa), marzo 2017 - maggio 2018.
- Black Badge nn.1-12, Matt Kindt (testi e copertine regolari)[21]) e Tyler Jenkins (disegni), serie regolare (conclusa), agosto 2018 - luglio 2019.
- Folklords nn.1-5, Matt Kindt (testi) e Matt Smith (disegni), miniserie di 5 albi (conclusa), novembre 2019 - marzo 2020.
- BRZRKR nn.1-12, Matt Kindt e Keanu Reeves (testi) e Ron Garney (disegni), limited-series di 12 albi, 3 marzo 2021 - in corso.
- BRZRKR: The Lost Book of B, Matt Kindt e Keanu Reeves (testi), Ron Garney (disegni), Bill Crabtree (colori). 2024

## Premi e riconoscimenti
2002
- Nomination per Pistolwhip come "Miglior album grafico originale" agli Harvey Award.
- Nomination come "Miglior nuovo talento" agli Harvey Award.

2005
- Nomination come "Talento meritevole di più ampia considerazione" agli Eisner Award per Pistolwhip e 2 Sisters.

2007
- Nomination per Lost Girls come "Miglior design per una pubblicazione" agli Eisner Award.

2008
- Nomination per Super Spy come "Miglior album grafico ristampato" agli Eisner Award.